# Plikiai
Plikiai, (niem. Plicken) – miasteczko na Litwie, w okręgu kłajpedzkim, w rejonie telszańskim, w gminie Kretingalė. W 2011 roku liczyło 607 mieszkańców.

## Historia
Do 1919 miejscowość należała do Prus, a w latach 1920–1923 do Kraju Kłajpedzkiego. W 1923 przyłączone zostały do Litwy wraz z Krajem Kłajpedzkim. Utracone na rzecz III Rzeszy w 1939. Od 1945 w składzie Litewskiej SRR, a następnie Litwy.